# Холли, Бадди
Чарльз Ха́рдин (Ба́дди) Хо́лли (англ. Charles Hardin «Buddy» Holley; 7 сентября 1936, Лаббок, Техас — 3 февраля 1959, Клир-Лейк, Айова) — американский певец и автор песен. Один из первопроходцев рок-н-ролла.
Несмотря на то, что его успех продолжался всего полтора года (будучи лишь 22-летним, он погиб в авиакатастрофе), критик Брюс Эдер описал его личность как «самую влиятельную созидательную силу в раннем рок-н-ролле».
Его инновации в творчестве сильнейшим образом повлияли в равной мере как на современников, так и на последующие поколения музыкантов, включая The Beatles, The Beach Boys, The Rolling Stones, Боба Дилана; ключевым образом отразились на дальнейшем развитии поп-музыки.
Холли был в числе первых включённых в Зал славы рок-н-ролла в 1986. В 2004 по версии журнала Rolling Stone Бадди Холли получил 13-е место в списке «Величайших артистов всех времён»

## Биография

### Ранние годы
Чарльз Хардин Холли родился в городе Лаббок, штат Техас, в День Труда 7 сентября 1936. Его родители — Лоуренс Оделл Холли и Элла Паулина Дрейк. Семья Холли была музыкальной, и мальчик с детства учился игре на фортепиано, гитаре и скрипке. В семье его всегда называли Бадди (Buddy — англ. разг. дружок, приятель). В 1949 Бадди делал первые записи на магнитофон, позаимствованный у друга, работавшего в музыкальном магазине.
Осенью того же года он встретил Боба Монтгомери в средней школе Хатчистона. Они обнаружили общие интересы и вскоре объединились в группу «Бадди и Боб». Изначально на них повлияла музыка стиля блюграсс, они пели дуэтом в местных клубах и на школьных представлениях. Его портрет был повешен на стену почёта Хатчистонской средней школы. Кроме того, Холли посещал также среднюю школу Лаббока, где он пел в хоре; школа неоднократно его награждала.
На протяжении обучения в школе музыкальные интересы Бадди Холли расширялись.

### Карьера в музыке
Бадди Холли пришёл к рок-н-роллу после того, как увидел концерт Элвиса Пресли в Лаббоке в начале 1955. 15 октября на аналогичном шоу он попался Пресли на глаза. Также в ходе местного выступления Билла Хейли Бадди Холли был на разогреве. Концерт был организован Эдди Крэнделлом, который был также менеджером Марти Роббинса.
В результате этого выступления 8 февраля 1956 года Decca Records заключила с ним контракт, в котором его фамилия Holley была написана с ошибкой, но без изменения произношения, как Holly. Такое написание имени прижилось в музыкальной карьере Бадди. Он организовал собственный музыкальный коллектив, который к тому времени пока ещё не имел названия. Позже он был назван the Crickets.
В этом же году он приехал в Нашвилл для трёх сессий записи под руководством продюсера Оуэна Брэдли. Однако Холли попал в напряжённую атмосферу, ему не был обеспечен простор для деятельности.
Наравне с другими треками, он записал раннюю версию песни «That’ll Be the Day», в названии которой использованы слова персонажа Джона Уэйна из фильма Искатели. Ранняя версия песни исполнялась медленнее и на пол-тона выше, чем более поздняя версия. Однако первыми синглами компания звукозаписи выбрала «Blue Days, Black Nights» и «Modern Don Juan», которые не произвели на слушателей особого впечатления. 22 января 1957 Decca Records уведомила Холли, что его контракт продлён не будет, но, несмотря на это, он не имел права записывать те же песни где-либо ещё на протяжении пяти лет.

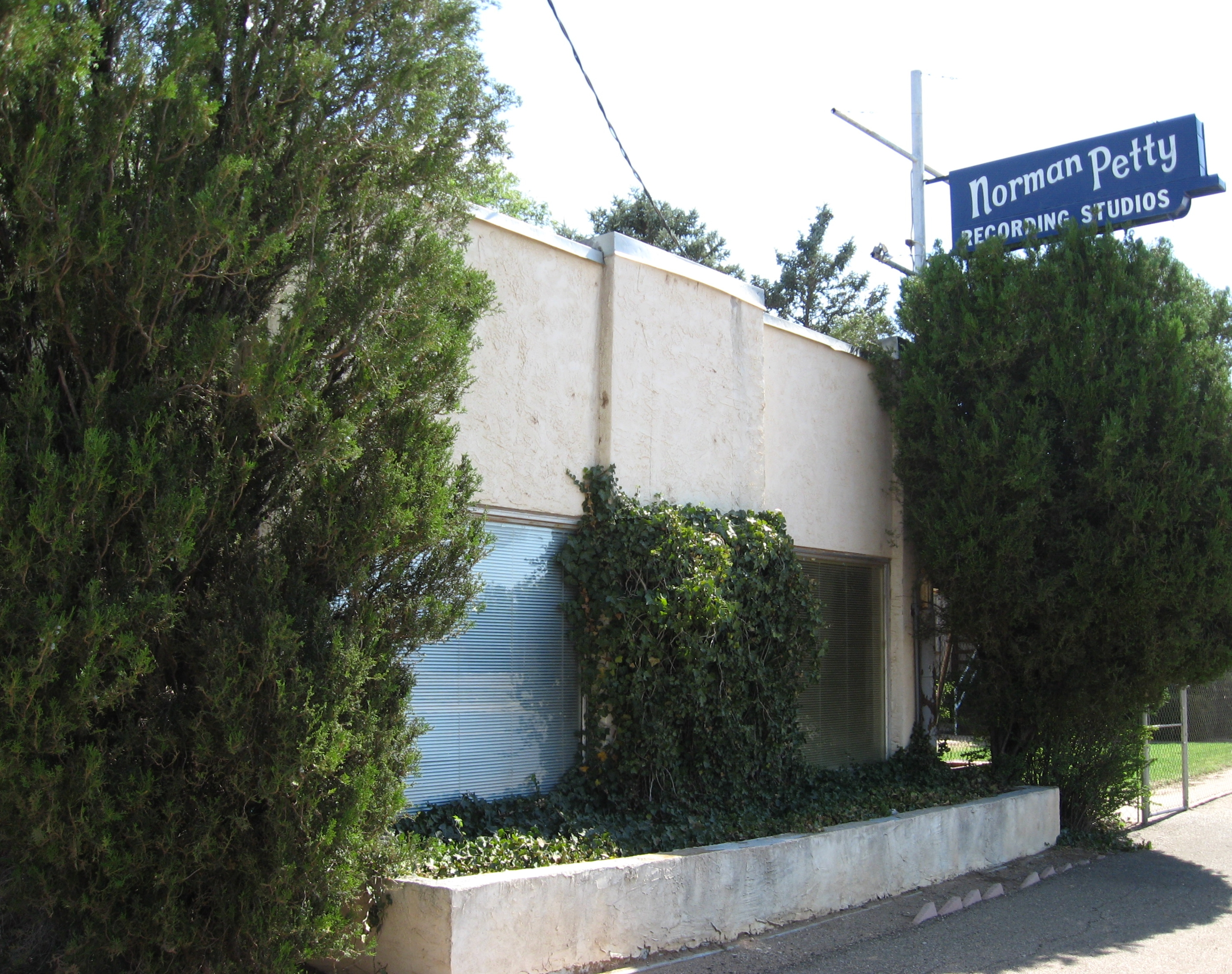
Студия звукозаписи
Нормана Петти
в Кловис, штат Нью-Мексико

Для группы Бадди Холли менеджментом занимался Норман Петти, группа начала записываться в студиях Петти в городе Кловис, штат Нью-Мексико. Петти начал налаживать связи с музыкальными издателями и лейблами. 19 марта группе The Crickets удалось подписать контракт с лейблом Brunswick Records, дочерним лейблом Decca. Вскоре после этого Холли подписал, как соло-артист, контракт с другим дочерним предприятием Decca, а именно Coral Records. Таким образом получилась необычная для него ситуация, когда у него было подписано одновременно два контракта.
27 мая вышла в качестве сингла запись «That’ll Be the Day», приписываемая группе The Crickets, в попытке избежать конфликтов с правами Decca на песни Бадди Холли. Когда сингл стал хитом, Decca решает закрыть на это глаза. Песня занимает лидирующую позицию среди самых продаваемых в магазинах и возглавляет британский чарт синглов на протяжении трёх недель, начиная с 1 ноября. The Crickets представляют его и ещё один хит публике на Шоу Эда Салливана 1 декабря.
Бадди Холли выступал за преодоление расовых границ, существовавших на тот момент в рок-н-ролле. В то время, как Элвис Пресли сделал афроамериканскую музыку более доступной «белым», Холли завоевывал «чёрную» аудиторию, в том числе на концертах The Crickets в театре Аполло в Нью-Йорке 16—22 августа 1956. Тогда, в отличие от показанной в фильме Жизнь Бадди Холли мгновенной реакции публики, в реальности потребовался не один концерт, чтобы аудитория признала его таланты. В августе 1957 «The Crickets» были единственными белокожими участниками национального гастрольного тура, первого в их карьере.
В результате двух контрактов выходят два дебютных альбома Бадди Холли как участника The Crickets и как сольного артиста: 27 ноября 1957 The "Chirping" Crickets и 20 февраля 1958 Buddy Holly Синглы «Peggy Sue» и «Oh, Boy!» покорили вершины американского и британского чартов. В январе Холли со своей группой гастролировал по Австралии, в марте отправился в Великобританию.. Третий и последний альбом That’ll Be the Day был составлен целиком из ранних записей и выпущен в апреле. Он получил плохие отзывы критиков и содержал, по их мнению, лишь одну запоминающуюся песню, давшую название альбому.

### Гибель
2 февраля 1959 года ансамбль играл в Клир-Лейк в Айове. Все были крайне уставшими, и Холли решил вместо автобуса добраться на самолёте до следующего пункта — города Мурхед в Миннесоте.
3 февраля 1959 года самолёт, в котором кроме Холли находились восходящие звёзды рок-н-ролла Ричи Валенс и Биг Боппер разбился на поле за 12,9 км до аэропорта, попав в снежную бурю. Все находившиеся на борту погибли.
Дон Маклин впоследствии назвал эту трагедию «Днём, когда умерла музыка».

### Личная жизнь
15 августа 1958 года музыкант женился на Марии Елене Сантьяго. Вскоре после гибели мужа у неё случился выкидыш.

## Влияние

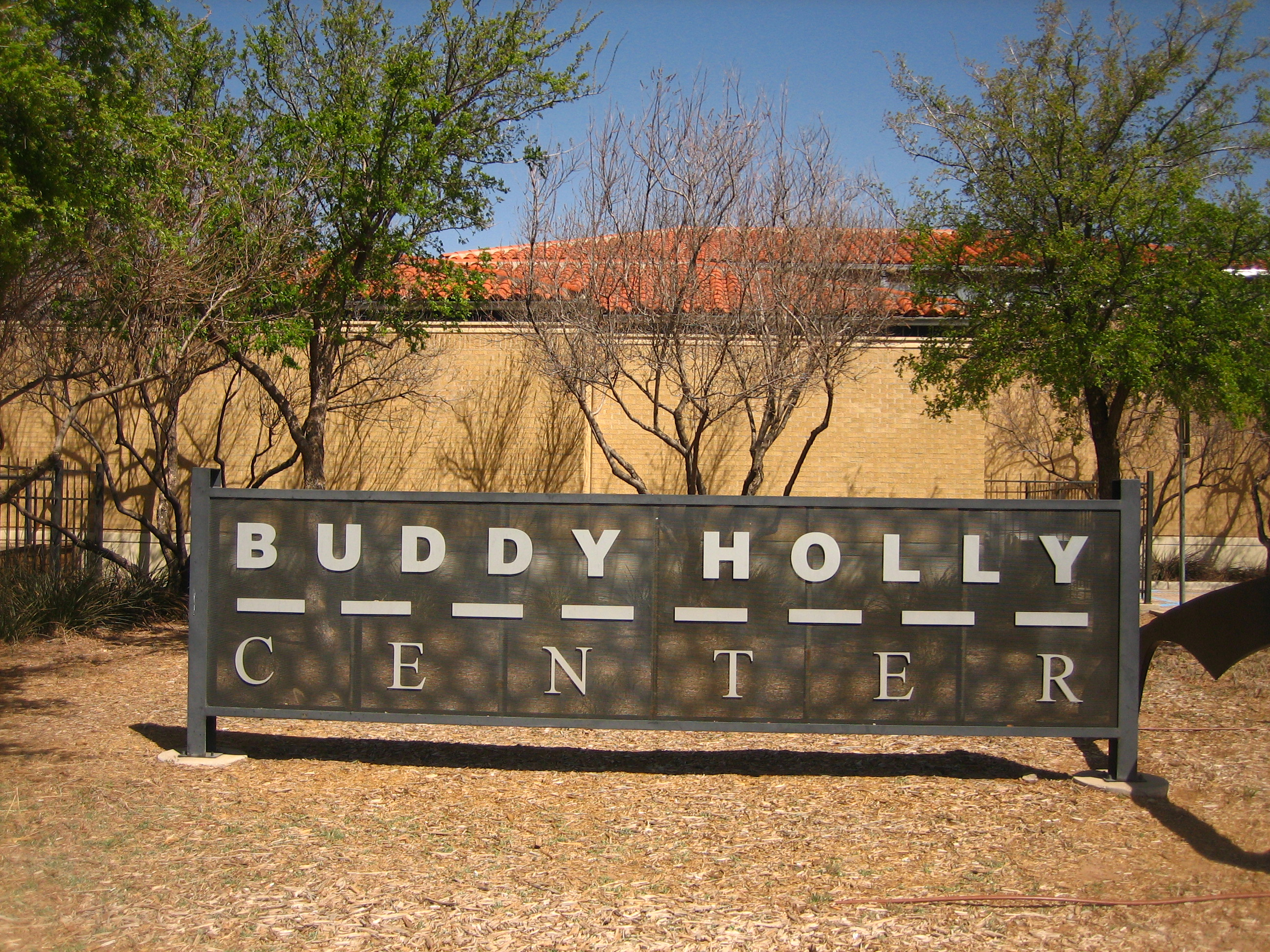
Центр Бадди Холли в Лаббоке

После смерти Холли осталось много неизданного материала, который был выпущен в 1960-е годы. Его техника игры на гитаре оказала большое влияние на The Beatles и группы британского вторжения. В Лаббоке, его родном городе, находится музей Бадди Холли, его именем названы улица и различные фестивали. Также в честь Бадди была названа группа The Hollies.
В 1978 году вышел художественно-биографический фильм «История Бадди Холли», с Гэри Бьюзи в главной роли (за эту роль Гэри Бьюзи был номинирован на Оскар).
Бадди Холли стал прообразом Диона Селина, главного героя книги Терри Пратчетта «Роковая музыка». От оригинала ему достался не только псевдоним, но и судьба.
Сценический образ Бадди Холли был явно позаимствован популярным в конце  семидесятых британским музыкантом Элвисом Костелло, в частности внешний вид: очки, туфли, костюм.
В художественном фильме «Шестиструнный самурай» главный герой не только внешне (одежда, очки, гитара) похож на Бадди Холли, но и носит имя Бадди.
Бадди Холли является одним из персонажей рассказа Стивена Кинга «Знаете, они классно играют» (You Know They Got a Hell of a Band).

### Упоминания
- На альбоме группы «Кино» «46» 1983 года Виктор Цой в песне «Я иду по улице» поёт «И в зеркалах витрин я так похож на Бадди Холли. Папа скоро даст свою машину покататься мне!».
- У американской рок-группы Weezer есть песня «Buddy Holly» — сингл был приурочен ко дню рождения Бадди Холли в 1994 году.
- На альбоме «Осколки» 1994 года группы «Адо» есть песня «Золотые часы (Ещё не погиб Бадди Холли)».
- В репертуаре группы «Крематорий» есть песня «Бадихойли».
- У немецкой панк-рок группы Die Arzte есть песня «Buddy Holly’s Brille» («Очки Бадди Холли»).
- Джейн Биркин в песне «Ex-fan Des Sixties» упоминает Бадди.
- Герой романа «Блеф» пятого тома книжной серии «Дикие карты» (под редакцией Джорджа Р. Р. Мартина)
- В 5-м эпизоде 1-го сезона сериала «Квантовый скачок» главный герой Сэм Беккет, попав в тело местного ветеринара, помогает молодому Бадди Холли своей заботой о свинке (на англ. piggy), вдохновив того на написание песни Peggy Sue
- Группа The Hollies названа в честь Бади Холли.

## Дискография
Представлены только американские пластинки (переиздания исключены).

### Синглы
| Год  | Название                                             | Лейбл     |
| ---- | ---------------------------------------------------- | --------- |
| 1956 | Blue Days, Black Nights / Love Me                    | Decca     |
| 1956 | Modern Don Juan / You Are My One Desire              | Decca     |
| 1957 | That’ll Be the Day / I’m Looking For Someone To Love | Brunswick |
| 1957 | Words Of Love / Mailman Bring Me No More Blues       | Coral     |
| 1957 | Rock Around With Ollie Vee                           | —         |
| 1957 | Peggy Sue / Everyday                                 | Coral     |
| 1957 | Oh Boy! / Not Fade Away                              | Brunswick |
| 1958 | I’m Gonna Love You Too / Listen To Me                | Coral     |
| 1958 | Maybe Baby / Tell Me How                             | Brunswick |
| 1958 | Rave On / Take Your Time                             | Coral     |
| 1958 | Think It Over / Fool’s Paradise                      | Brunswick |
| 1958 | Girl On My Mind / Ting-A-Ling                        | Decca     |
| 1958 | Early In The Morning / Now We’re One                 | Coral     |
| 1958 | It’s So Easy / Lonesome Tears                        | Brunswick |
| 1958 | Heartbeat / Well… All Right                          | Coral     |
| 1959 | It Doesn’t Matter Anymore / Raining In My Heart      | Coral     |
| 1959 | Peggy Sue Got Married / Crying, Waiting, Hoping      | Coral     |
| 1962 | Reminiscing / Wait 'Til The Sun Shines Nellie        | Coral     |
| 1963 | Brown Eyed Handsome Man / Wishing                    | Coral     |
| 1963 | Bo Diddley / It’s Not My Fault                       | Coral     |
| 1969 | Love Is Strange / You’re The One                     | Coral     |

### Альбомы
При жизни у Бадди Холли вышло три студийных альбома. В 1960-е годы вышло много неизданных песен. В полной дискографии Холли насчитывается много сборников; здесь указаны только самые значительные.
| Год  | Название                                                      | Примечания                                               |
| ---- | ------------------------------------------------------------- | -------------------------------------------------------- |
| 1957 | The “Chirping” Crickets                                       | Студийный альбом                                         |
| 1958 | Buddy Holly                                                   | Студийный альбом                                         |
| 1958 | That’ll Be the Day                                            | Студийный альбом                                         |
| 1959 | The Buddy Holly Story                                         | Сборник                                                  |
| 1960 | The Buddy Holly Story, Vol. 2                                 | Сборник                                                  |
| 1962 | Reminiscing                                                   | Сборник неизданных ранее песен                           |
| 1964 | Showcase                                                      | Сборник неизданных ранее песен                           |
| 1965 | Holly In The Hills                                            | Студийный альбом (с Бобом Монтгомери)                    |
| 1969 | Giant                                                         | Сборник неизданных ранее песен                           |
| 1978 | 20 Golden Greats                                              | Сборник                                                  |
| 1993 | The Buddy Holly Collection                                    | Двойной сборник (в 2005 году вышел под названием «Gold») |
| 1999 | Buddy Holly (20th Century Masters: The Millennium Collection) | Сборник                                                  |

## Факты

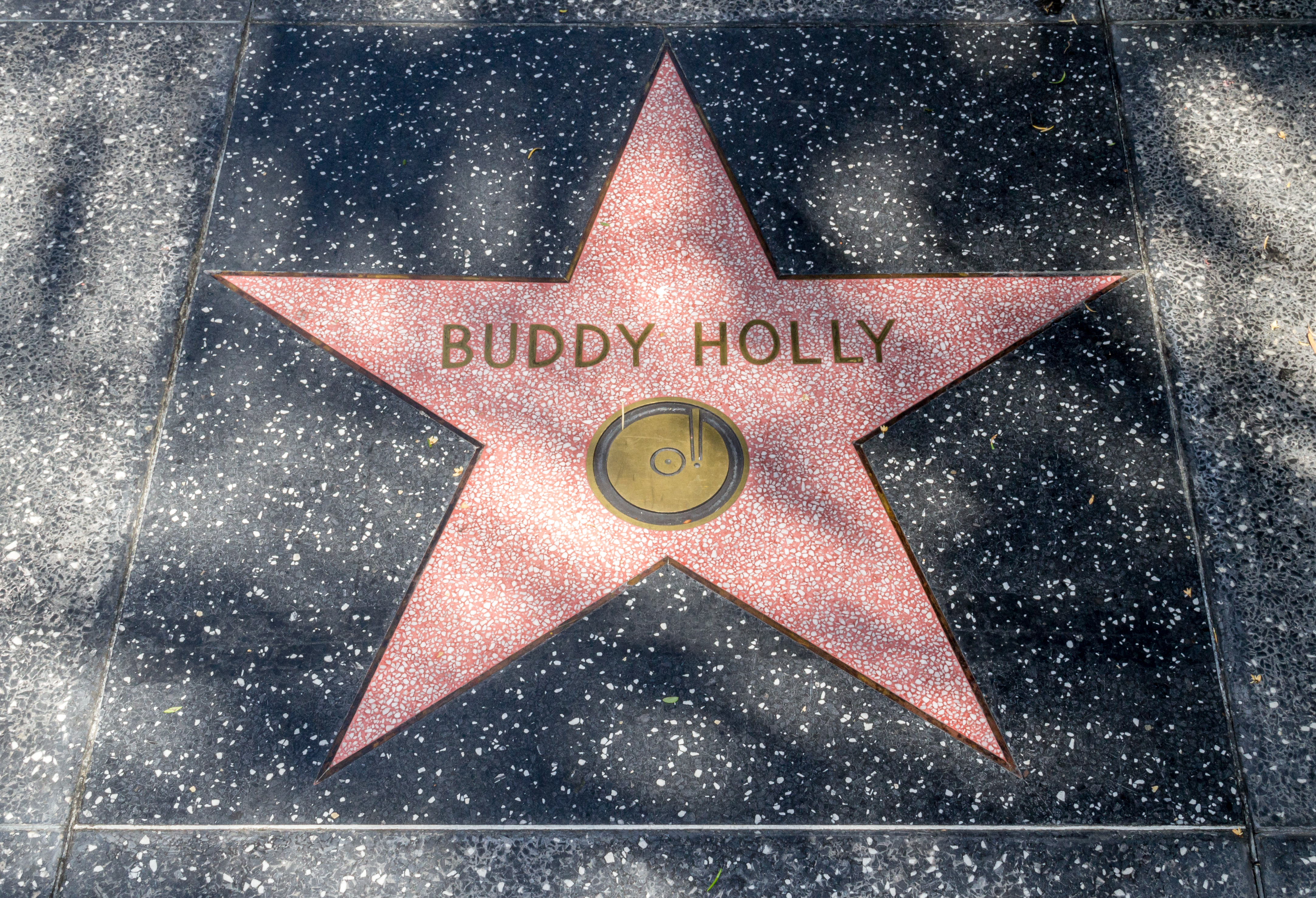
Звезда Бадди Холли на Голливудской «Аллее славы»

- В сериале «Квантовый скачок» в эпизоде s1e5 («How the Tess was Won») главный герой становится свидетелем того, как Бадди Холли сочиняет свою знаменитую песню «Peggy Sue».
- Цитата из фильма 2010 года режиссёра Аллена Култера «Помни меня»: «В 22 года у Ганди было трое детей, у Моцарта 30 симфоний, а Бадди Холли был уже мёртв».
- В фильме «Ла бамба», описывающем жизнь и расцвет популярности Ричи Валенса, одним из героев является Бадди Холли.
- Цитата уличного автогонщика Джона Милнера из фильма 1973 года режиссёра Джорджа Лукаса «Американские граффити»: «Рок-н-ролл катится в болото с тех пор, как умер Бадди Холли».
- Бадди Холли является одним из действующих лиц 8-й серии телесериала «Ночные кошмары и фантастические видения» снятого по рассказу Стивена Кинга «Рок-н-ролльные небеса».
- В фильме Квентина Тарантино «Криминальное чтиво» в ресторане для любителей музыки 1950-60-х обслуживающий героев официант (Стив Бушеми) представляется как Бадди Холли: он одет в характерный для времён жизни музыканта костюм и носит очки в чёрной оправе.
- В 3 сезоне сериала "Человек будущего" Бадди Холли один из персонажей.